# Зайнуков, Зайнутдин Салавутдинович
Зайнутдин Салавутдинович Зайнуков (кум. Зайнукланы Зайнутдин Салавутдинниы уланы; 2 августа 1987 года, в селе Кака-Шура, Карабудахкентский район, Дагестанская АССР, РСФСР, СССР) — российский спортсмен. Победитель международных турниров по различным видам спорта, 7 кратный чемпион России по грепплингу и джиу-джитсу, 2 кратный чемпион Европы по джиу-джитсу, 6 кратный чемпион мира по грепплингу и джиу-джитсу, второй призёр всемирных игр. Заслуженный мастер спорта России по спортивной борьбе, мастер спорта России по дзюдо. Заслуженный мастер спорта России.

## Биография
Уроженец селение Кака-Шура, Карабудахкентский район, Республика Дагестан.
В июне 2017 года Зайнутдин  Зайнутдин Зайнуков - стал победителем чемпионата Европы по бразильскому джиу-джитсу в весовой категории до 69 кг, который проходил в городе Баня-Лука (Босния и Герцеговина). Таким образом Зайнукова стал двукратным чемпионом Европы, что позволило ему получить звание мастера спорта международного класса. По национальности — кумык.

## Достижения
Чемпионат России грепплингу:
- Наро-Фоминск 2012,
- Самара 2014,
- Москва 2015,

Чемпионат России по джиу-джитсу:
- Санкт-Петербург 2016.

Чемпионат Европы:
- Венгрия 2013
- Баня-Лука  2017

Чемпионат мира по грепплингу:
- Москва2014
- Турция 2015

Чемпионат мира по джиу-джитсу:
- Минск 2016
- Азербайджан 2017 (66 кг).